# Valencia (município da Venezuela)
Valencia é um município da Venezuela localizado no estado de Carabobo.
A capital do município é a cidade de Valencia.